# تشم تشمه (مقاطعة تشرداول)
تشم تشمه (بالفارسية: چم چمه) هي قرية تقع في قسم هليلان الريفي في إيران. يقدر عدد سكانها بـ 13 نسمة بحسب إحصاء 2016.